# NGC 865
NGC 865 é uma galáxia espiral (S?) localizada na direcção da constelação de Triangulum. Possui uma declinação de +28° 36' 03" e uma ascensão recta de 2 horas, 16 minutos e 15,1 segundos.
A galáxia NGC 865 foi descoberta em 9 de Setembro de 1871 por Édouard Jean-Marie Stephan.